# 2022年菲律賓總統選舉
2022年菲律賓總統、副總統選舉於2022年5月9日舉行。時任總統罗德里戈·杜特地由於《菲律賓憲法》規定緣故不得尋求連任。由於第十七任總統和副總統為分別選出，故總統和副總統當選人可能來自不同政黨，其競選搭檔也是不同人。
該次選舉是自1935年菲律賓總統選舉以來菲律賓第17場總統選舉，亦是自1986年以來菲律賓第7場總統選舉。2022年菲律賓大選同時進行，選出包括棉蘭老穆斯林自治區在內的巴朗圭級以上的參眾議院和政府。
選舉結果，小费迪南德·马科斯和萨拉·杜特尔特分别以58.8%和61.1%的得票率分別當選第十七任菲律宾总统和副總統。

## 選舉制度
自1992年起，菲律賓總統選舉每隔六年在五月的第二個星期一舉行。時任總統杜特蒂在是屆選舉中不能再尋求連任。
菲律賓總統以簡單多數制選出：票數最多的候選人即使未達絕對多數仍成為候任菲律賓總統。副總統則分開選舉，但以同樣方式選出，選民亦可將總統票和副總統票投給不同政黨的候選人。當選總統和副總統會在2022年6月30日起中午起開始其六年任期，直至2028年6月30日為止。
候選人是透過不同政黨的政治会议推舉的。菲律賓大部份政黨的組織均較為鬆散，政治人物經常易黨參選，故不獲政黨提名的候選人可能會以獨立候選人、另一政黨或自組政黨身份參選。候選人的推舉程序受菲律賓選舉委員會的監察，該委員會亦負責規範及舉辦選舉。委員會取消「具擾亂性的」候選人或無法凝聚全國選民的候選人資格的情況並不罕見。此導致了候選人的人數受到限制。總統選舉的選舉活動歷時3個月，自2022年2月初開始至選舉日前夕為止，濯足節和耶穌受難日時暫停選舉活動。
點票工作先在個別選區進行，然後再進依次序行市內及省內點票，而菲律賓國會是最後的點票機關。而選後對結果的異議則由菲律賓大理院的总统选举法庭負責處理。

## 选举背景

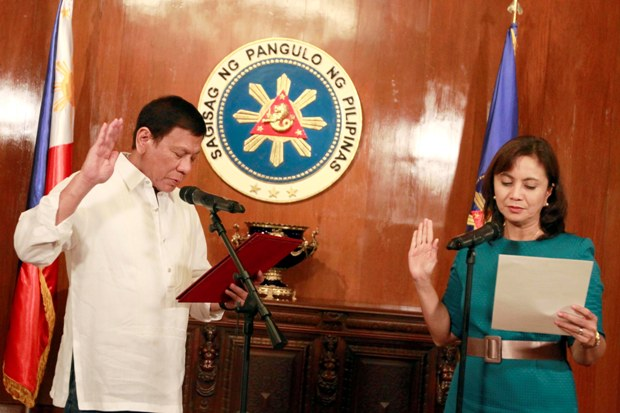
是次选举决定总统罗德里戈·杜特尔特及副总统萊妮·羅布雷多的继任者。图为杜特尔特任命罗布雷多出任住房和城市发展协调委员会主任。

在2016年菲律宾总统选举中，菲律宾民主党–人民力量党籍的达沃市市长罗德里戈·杜特尔特战胜其他四位总统候选人，成为新一任总统；菲律賓自由黨党籍的南甘馬粦省众议员萊妮·羅布雷多战胜参议员小费迪南德·马科斯及其他四人，以1965年以来最接近的得票差赢得副总统选举。马科斯不满选举结果，向总统选举法庭提出异议。2019年10月，总统选举法庭调查了马科斯提出争议的南甘馬粦省、伊洛伊洛省和東內格羅省三省的选举结果，证实罗布雷多领先15472票。法庭决定不推翻选举结果，而是按照马科斯的诉求撤销棉兰老穆斯林自治区巴西兰省、南拉瑙省和馬京達瑙省的结果。反对者认为法庭应该驳回申诉，因为马科斯没有按照法庭规则从三省回收选票。与此同时，马科斯对棉兰自治区省份选举结果提出的申诉被法庭驳回。
2016年7月，副总统罗布雷多获任命为住房和城市发展协调委员会，后来因批评政府发动的毒品战争被禁止出席所有内阁会议，同年12月辞职。总统后来要求盟友不要弹劾罗布雷多。
2016年7月，北达沃省众议员潘塔莱昂·阿尔瓦雷斯当选第17届国会众议院议长。会期期间，曾任总统的邦板牙省众议员格洛丽亚·马卡帕加尔-阿罗约提出将阿尔瓦雷斯赶下议长位置。据称这是阿尔瓦雷斯与达沃市市长、杜特尔特女儿萨拉·杜特尔特爆发冲突导致，萨拉因在北达沃省和达沃市所属的达沃区组建地区政党改变联盟，被阿尔瓦雷斯称为反对派。
2019年参议院中期选举期间，反对派组成八个直达选举名单参选，政府则组成改变联盟名单迎战，最终改变联盟取得12个选举议席中的9个，八个直达颗粒无收。2010年大选候选人曼尼·维拉的妻子辛西娅·维拉尔得票数领先，2013年参议院选举中的佼佼者、2016年大选候选人格蕾丝·波因位居第二。尽管改变联盟在票仓达沃区大捷，但未能击败阿尔瓦雷斯。与此同时，人民力量击败改变联盟的北达沃省省长候选人，拿下该省在众议院的两个议席。与政府同盟的政党也赢得众议院，但就院长人选问题出现分歧。总统杜特尔特提出艾伦·彼得·卡耶塔诺和艾伦·贝拉斯科勋爵轮流出任，前者做15个月，后者做18个月。同一时间，铁托·索托连任参议院主席。
2019年11月，杜特尔特就罗布雷多兼任反非法药物机构间委员会及菲律宾缉毒署主席的工作提出质疑，得到罗布雷多配合。时隔一周，杜特尔特表示如果罗布雷多泄露毒品战争的国家机密，将会解雇她。几天后，杜特尔特表示不再相信罗布雷多，因为她要求政府提供毒品战争高价值目标的名单。罗布雷多在回复时表示：“如果他想我直接走人，应该直接告诉我”。一天后，杜特尔特解雇罗布雷多的委员会职位。
2019冠狀病毒病菲律賓疫情期间，反对派批评政府应对疫情的措施。2020年8月，罗布雷多发表电视讲话，表示政府没有应对疫情的方案，并分享了10条应对建议。仅过了一天，杜特尔特自己发表讲话，要求罗布雷多“不要添油加醋”。
2020年6月，美国拳击联盟主理人鲍勃·阿鲁姆表示曼尼·帕奎奥将参加2022年大选。然而帕奎奥否认自己跟阿鲁姆聊过政治。同年12月3日，帕奎奥当选人民力量党党主席。次年5月3日，在被问到竞选计划时，帕奎奥表示自己还没有想过。
2021年3月，前大理院大法官安东尼奥·卡皮奥发起“一个国家”（1Sambayan）联盟，宣布推举一个反对杜特尔特钦点继任者的候选人。卡皮奥表示自己无意鎅票，指标是杜特尔特2016年的胜选后，反对派不够团结。联盟考虑的候选人人选有罗布雷多、莫雷诺、波因和参议员南希·比奈。莫雷诺和帕奎奥表示不会在疫情肆虐的时候讨论政治问题。前参议员安东尼奥·特里兰尼斯四世表示联盟从未邀请他参选，但如果罗布雷多2022年不参选，自己会参选。
2021年3月12日，人民力量党内爆发党争。当时参议员帕奎奥批评杜特尔特政府处理南海争议及政府部门腐败问题不力、处理COVID-19疫情不周，亲自钦定2022年大选候选人，导致党内分成两派。2021年3月23日，参议院主席铁托·索托表示自己和班斐洛·拉克森正被迫组成参选联盟。索托表示他们两个人还没有决定是否结盟。被问到2022年会不会竞逐高位时，索托表示还没决定好。拉克森后来在写给卡皮欧大法官的信中拒绝了一个国家联盟的邀约，理由是自己支持《2020年反恐法》，有悖于联盟的目标。
2021年6月12日，一个国家联盟公布党内初选名单，包括参议员波因、副总统罗布雷多、前参议员特里兰尼斯、人权律师兼前候选参议员切尔·迪奥克诺、现任众议院议长维尔玛·桑托斯-雷克托和公民反腐败斗争组织代表、众议院副议长埃迪·维拉纽瓦。莫雷诺和波因拒绝了联盟的邀约。不久后，波因和桑托斯退出选举。同一时间，罗布雷多、特里兰尼斯和维拉纽瓦表示会在一个国家的名义下团结参选。
2021年7月，拉克森和索托正式宣布参选，竞选活动将在8月启动。拉克森后来宣誓加入前国防部长雷纳托·德比利亚的民主改革党。9月8日，两人通过社交媒体宣布组成参选组合。10月6日，两人递交参选申请。当选马尼拉市长后再度成为政治明星的伊索科·莫雷诺据报将加入参议员劳尔·洛可的民主行动党。在此之前，莫雷诺从民族团结党退党。然而由于大批民众聚集在疫苗接种点，尤其是马尼拉地区，莫雷诺最终没有加入。一个礼拜后，莫雷诺当选党主席。9月22日，莫雷诺宣布参选总统，竞选搭档为許偉利医生。10月4日，两人递交选举资格证书。
2021年9月30日，一个国家联盟宣布罗布雷多担任旗手。10月7日，罗布雷多接受提名，宣布参选总统。随后罗布雷多以无党籍身份递交选举资格证书。罗布雷多表示以无党籍身份参选体现自己愿意结盟。随后，自由党消息人士透露参议员弗朗西斯·潘吉里南将出任她的竞选搭档。时隔一天，潘吉里南宣布参选副总统。
2020年1月，小费迪南德·马科斯确认会在2022年竞逐“国家职位”，但未具体说明是哪个职位。2021年9月21日，菲律宾联邦党提名马科斯出任总统。在新社会运动党（由马科斯的父亲创立）的全国大会上，马科斯获总统参选人提名。持有菲律宾国民党党籍的马科斯感谢社会运动党的提名，表示会在时机合适的时候宣布计划。10月5日，马科斯宣布参选总统，随后退出国民党，宣誓担任联邦党党主席。10月6日，马科斯以联邦党党员名义递交参选表格。
尽管早期民调结果领先，达沃市市长萨拉·杜特尔特没有参选国家职位，而是角逐连任。早在2021年7月9日，萨拉表示愿意参选总统。然而到了提名期最后一天，萨拉并没有现身。相反，罗纳德·德拉罗萨递交参选表格，表示愿意随时被杜特尔特替换。德拉罗萨与10月2日递交副总统参选文件的吴邦组成选举组合结成联盟，尽管民主党–人民力量呼吁她参选总统。到提名期结束，共有97人表达了竞选总统的意向，29人表达了竞选副总统的意愿。
11月9日，萨拉退出达沃市市长选举。11月11日，从改变联盟退党，加入基督教穆斯林民主力量党。11月13日，申请参选副总统，代替莱尔·费尔南多·乌伊（Lyle Fernando Uy）。菲律宾联邦党采纳萨拉为副总统候选人。同日，德拉罗萨和吴邦退选。一天后，吴邦启动总统竞选活动。吴邦表示自己之所以退出夫总统选举，是因为不想让萨拉的副总统竞选活动变复杂。总统杜特尔特据报会成为他的竞选搭档，将于11月15日递交参选，但最终改为参选众议员。11月15日递交参选后，前结束地方共产主义武装冲突国家工作队发言人小安东尼奥·帕拉德批评吴邦左右萨拉的决定。国防部长德尔芬·洛伦扎纳称有关指控毫无依据。
2021年11月28日，总统杜特尔特表示一位出生于名门望族的总统候选人吸食可卡因，不是“强有力的领导”。不过他没有公开这个人的名字。翌日，多位总统候选人回应了杜特尔特的言论。萊妮·羅布雷多和莱迪·德古兹曼认为政府应该起诉这位据称吸食可卡因的候选人。伊斯科·莫雷诺和班斐洛·拉克森否认这位候选人是自己。有报道认为杜特尔特指的是小费迪南德·马科斯，但被马科斯阵营否认。拉克森和索托、马科斯和杜特尔特、莫雷诺和许伟利随后都接受了药检，结果呈阴性，帕奎奥则向反兴奋剂自愿协会（Voluntary Anti-Doping Association）递交阴性药检报告。羅布雷多、吴邦和德古兹曼表示愿意药检。
2021年11月30日，吴邦宣布退选，但未有替补人选。早在11月25日，吴邦对自己参选的决定出现动摇。选举委员会表示吴邦必须亲自递交退选声明。12月14日，吴邦正式退选。
2022年1月17日，选举委员会第二部门驳回了要求撤销马科斯候选资格的请愿书。请愿书表示马科斯违反《国家国内税收法》，在1980年代初担任北伊罗戈省省长时没有申报个人所得税，也没有依照法律接受永久开除公职的处罚。委员会表示，有关违法犯罪行为发生的时候，他们无法执行请愿人所述的罪行，而且马科斯在参选证书中说明自己没有被判道德败坏罪罪。另外，马科斯在第一部门还有另一个撤销参选资格的案件，该案件的裁判结果因职员COVID-19检测呈阳性而推迟。
2022年1月22日，《杰西卡·苏荷专访总统候选人》（The Jessica Soho Presidential Interviews）节目在GMA电视台首播，莫雷诺、罗布雷多、拉克森和帕奎奥接受访问。马科斯拒绝受伤，其竞选阵营表示苏荷对他“有偏见”。GMA后来回应指控时驳斥其阵营的说法。另外接受One PH专访的时候，马科斯认为这种偏见就是在“反马科斯家族”。由于他不会关于父亲担任总统的问题，这种做法没用。
2022年1月23日，Twitter宣布封禁300多个散播假消息的帐号。拉普勒表示这些账户由马科斯阵营使用，但被后者否认。

## 候選人
以下為菲律賓選舉委員會於2022年1月25日公佈的候選人名單，  部份候選人不符合資格但仍在選票上出現。本列表是以候選人姓氏字母排列。
| 總統候選人 | 總統候選人                                                                          | 總統候選人                       | 總統候選人                                        | 副總統候選人 | 副總統候選人                                   | 副總統候選人                          | 副總統候選人       | 參見 |
| 姓名及政黨 | 姓名及政黨                                                                          | 姓名及政黨                       | 最近公職                                          | 姓名及政黨   | 姓名及政黨                                     | 姓名及政黨                            | 最近公職           | 參見 |
| ---------- | ----------------------------------------------------------------------------------- | -------------------------------- | ------------------------------------------------- | ------------ | ---------------------------------------------- | ------------------------------------- | ------------------ | ---- |
|            | Ernesto_Abella_-_2016_(cropped).jpg                                                 | 埃內斯托·阿貝拉 無黨籍           | 外交部副部長（戰略傳播與研究） （2017年－2021年） | 無           | 無                                             | 無                                    | 無                 |      |
|            | PiliPinas Debates 2022 - 1st Presidential Debates - Leody de Guzman (cropped).jpg   | 李奧迪·德·古茲曼 群眾鬥爭黨      | 無過往公職                                        |              | Walden.jpg                                     | 瓦爾登·貝約 群眾鬥爭黨                | 眾議員 (2007–2015) | 詳情 |
|            | NorbertoGonzales.jpg                                                                | 諾伯托·岡薩雷斯 菲律賓民主社會黨 | 菲律賓國防部長 (2009–2010)                        | 無           | 無                                             | 無                                    | 無                 |      |
|            | Sen. Panfilo M. Lacson (cropped).jpg                                                | 班斐洛·拉克森 無黨籍             | 參議員 (2016-)                                    |              | Sen._Pres_Vicente_Sotto_(cropped2).jpg         | 比森特·C·索托 民族主義者聯盟          | 參議院議長 (2019-) | 詳情 |
|            | PiliPinas Debates 2022 - 1st Presidential Debates - Faisal Mangondato (cropped).jpg | 費薩爾·曼貢達托 卡蒂普南黨       | 無過往公職                                        |              | No image (male).svg                            | 卡洛斯·塞拉皮歐 卡蒂普南黨            | 布拉干省奧曼度議員 |      |
|            | Ferdinand Marcos Jr. Inauguration RTVM (Enhanced).png                               | 小费迪南德·马科斯 菲律賓聯邦黨   | 參議員 (2010–2016)                                |              | Sara Duterte-Carpio in June 2019 (cropped).jpg | 萨拉·杜特尔特 基督教穆斯林民主力量黨  | 達沃市市長 (2016-) | 詳情 |
|            | PiliPinas Debates 2022 - 1st Presidential Debates - Jose Montemayor (cropped).jpg   | 何塞·蒙特馬約爾 菲律賓民主黨     | 無過往公職                                        |              | Rizalito-david-comelec-debate.jpg              | 里扎里托·大衛 菲律賓民主黨            | 無過往公職         |      |
|            | IskoMorenoOfficialPortrait.jpg                                                      | 伊斯科·莫雷諾 菲律賓民主行動黨   | 馬尼拉市長 (2019-)                                |              | Willie Ong, 2018.jpg                           | 許偉利 菲律賓民主行動黨               | 無過往公職         | 詳情 |
|            | Pacquiao and Didal (cropped).jpg                                                    | 曼尼·帕奎奧 省域發展優先黨       | 參議員 (2016-)                                    |              | Rep. Lito Atienza, Jr (18th Congress PH).jpg   | 荷西·李維歐可·阿蒂安薩 省域發展優先黨 | 眾議院議員 (2013-) | 詳情 |
|            | Leni Robredo Portrait.png                                                           | 萊妮·羅布雷多 無黨籍             | 副總統 (2016-)                                    |              | Senkikopangilinan.jpg                          | 法蘭西斯·潘吉利南 菲律賓自由黨        | 參議員 (2016-)     | 詳情 |
| 無         | 無                                                                                  | 無                               | 無                                                |              | Manny-sd-lopez-comelec-debate.jpg              | 曼尼·S·D·洛佩茲 菲律賓工人黨          | 無過往公職         |      |

## 选举结果
| 候選人                                              | 候選人            | 政黨             | 得票數     | 得票率 |
| --------------------------------------------------- | ----------------- | ---------------- | ---------- | ------ |
|                                                     | 埃內斯托·阿貝拉   | 無黨籍           | 114,627    | 0.21%  |
|                                                     | 李奧迪·德·古茲曼  | 群眾鬥爭黨       | 93,027     | 0.17%  |
|                                                     | 諾伯托·岡薩雷斯   | 菲律賓民主社會黨 | 90,656     | 0.17%  |
|                                                     | 班斐洛·拉克森     | 無黨籍           | 892,375    | 1.66%  |
|                                                     | 費薩爾·曼貢達托   | 卡蒂普南黨       | 301,629    | 0.56%  |
|                                                     | 小费迪南德·马科斯 | 菲律賓聯邦黨     | 31,629,783 | 58.77% |
|                                                     | 何塞·蒙特馬約爾   | 菲律賓民主黨     | 60,592     | 0.11%  |
|                                                     | 伊斯科·莫雷諾     | 菲律賓民主行動黨 | 1,933,909  | 3.59%  |
|                                                     | 曼尼·帕奎奥       | 省域發展優先黨   | 3,663,113  | 6.81%  |
|                                                     | 萊妮·羅布雷多     | 無黨籍           | 15,035,773 | 27.93% |
| 總票數                                              | 總票數            | 總票數           | 53,815,484 | 100%   |
| 選舉人數                                            | 選舉人數          | 選舉人數         | 67,525,619 | 83.07% |
| 有效票數                                            | 有效票數          | 有效票數         | 53,815,484 | 95.94% |
| 無效/空白票數                                       | 無效/空白票數     | 無效/空白票數    | 2,279,750  | 4.06%  |
| As of May 9, 2022, 7:40 PM Philippine Standard Time |                   |                  |            |        |

| 候選人                                              | 候選人            | 政黨                   | 得票數     | 得票率 |
| --------------------------------------------------- | ----------------- | ---------------------- | ---------- | ------ |
|                                                     | 荷西·阿蒂安薩     | 省域發展優先黨         | 270,381    | 0.52%  |
|                                                     | 瓦爾登·貝約       | 群眾鬥爭黨             | 100,827    | 0.19%  |
|                                                     | 里扎里托·大衛     | 菲律賓民主黨           | 56,711     | 0.11%  |
|                                                     | 萨拉·杜特尔特     | 基督教穆斯林民主力量黨 | 32,208,417 | 61.53% |
|                                                     | 法蘭西斯·潘吉利南 | 菲律賓自由黨           | 9,329,207  | 17.82% |
|                                                     | 卡洛斯·塞拉皮歐   | 卡蒂普南黨             | 90,989     | 0.17%  |
|                                                     | 曼尼·S·D·洛佩茲   | 菲律賓工黨             | 159,670    | 0.31%  |
|                                                     | 许伟利            | 菲律賓民主行動黨       | 1,878,531  | 3.59%  |
|                                                     | 比森特·索托       | 民族主義者聯盟         | 8,251,267  | 15.76% |
| 總票數                                              | 總票數            | 總票數                 | 52,346,000 | 100%   |
| 選舉人數                                            | 選舉人數          | 選舉人數               | 67,525,619 | 83.07% |
| 有效票數                                            | 有效票數          | 有效票數               | 52,346,000 | 93.32% |
| 無效/空白票數                                       | 無效/空白票數     | 無效/空白票數          | 3,749,234  | 6.68%  |
| As of May 9, 2022, 7:40 PM Philippine Standard Time |                   |                        |            |        |

## 选后
选举日当晚约11点初步点票结果出炉后，马科斯发表讲话，感谢选民支持。由于最终结果稍微公布，他敦促支持者密切关注点票进程次日凌晨3点，罗布雷多发表声明，一边表示自己的竞选活动由志愿者率领，具有“历史性”意义，另一边重申自己不会退缩，呼吁支持者倾听选民的声音。
当晚，多个激进团队聚集在王城区菲律宾总督府的选举委员会办公室门前抗议，控告选举操控问题。据报道，有1800台点票机器出现故障，部分选民被要求暂缓投票，等待后续大量投票，因此点票工作非常迅速。示威者据报高喊“马科斯是强盗”。与此同时，菲律宾大学学生管理办公室号召学生罢课抗议。选举委员会否认选举操控的指控。选举监察机构真实选举法律网络（Legal Network for Truthful Elections）认为点票工作如此迅速存在问题，但选举委员会表示在点票机器故障的情况下暂缓投票是保障选民投票权。
美国国务卿安东尼·布林肯、美国总统乔·拜登、中国国家主席习近平、日本驻菲律宾大使越川和彦等向马科斯表示祝贺。